# 우스이 쇼세이
우스이 쇼세이(일본어: 碓井 聖生, 2001년 7월 20일~)는 일본의 축구 선수이다.

## 구단 경력
그는 2023년 J3리그의 카탈레 도야마에 입단했다. 2024년 J3리그 3위를 기록하여 J2리그로 승격했다. 2025년까지 58경기에 출전하여, 14득점을 넣었다. 2025년 6월 J1리그의 아비스파 후쿠오카로 이적했다.